# Caudex
Pour l’article ayant un titre homophone, voir Codex.

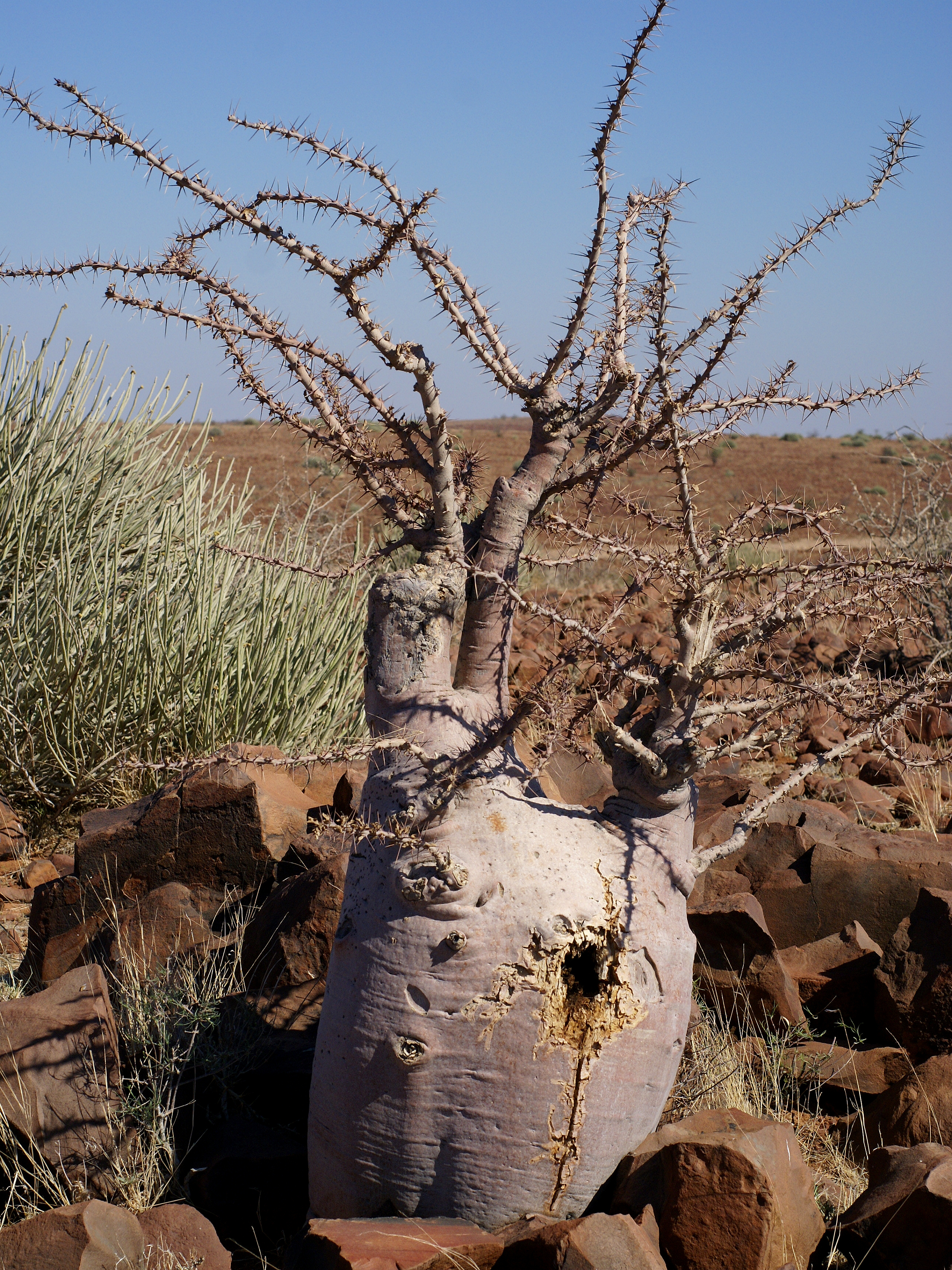
Pachypodium lealii, Namibie

Un caudex (souche en français) est un renflement de la partie basse du tronc et/ou des racines d'une plante, qui lui permet de stocker l'eau sous forme de sucs (plantes succulentes), afin de faire face aux périodes de sécheresse. 
Les plantes à caudex se divisent en deux formes principales :
- Les brévicaules (ou caudiciformes), qui ont un aspect semblable à un galet, une forme ronde, aplatie et dont la tige principale (caule) est peu ou pas ligneuse (brev-). Exemples : Dolichos, Kedrostis, Raphionacme, Talinium.
- Les pachycaules, qui ont la tige principale ou tronc (caule) très épais (pachy-) ou en forme de bouteille. Exemples : baobab, Dorstenia gigas, certains Jatropha, Pachira aquatica, Pachypodium.

On compte aussi des formes intermédiaires où seule une partie de la tige est ligneuse (Fockea).